# Holorusia cressida
Holorusia cressida là một loài ruồi trong họ Ruồi hạc (Tipulidae). Loài này được phát hiện ở het Palearctisch en Oriëntaals gebied.